# Buckinghamshire New University
Buckinghamshire New University (kurz Bucks New University) ist eine staatliche britische Universität in High Wycombe (Buckinghamshire) im Süden Englands.

## Geschichte
Als Bildungseinrichtung existiert sie seit 1893. Zunächst als "Science and Art School" gegründet, wurde das Buckinghamshire Chilterns University College („Bucks College“) im Jahre 1989 ein „Polytechnic Institute“, eine Art Fachhochschule. 1992 wurde Bucks College Teil der Brunel University und 1999 schließlich eine eigenständige Universität. Die Fakultät für darstellende und bildende Kunst der Universität hat eine über 130-jährige Bestandsgeschichte und gehört zu den renommiertesten Fakultäten für Kunst in Großbritannien.
Bucks College verfügt u. a. über ein betriebswirtschaftliches Institut, die Buckinghamshire Business School, auf dem Chalfont Campus. Das MBA-Programm von Bucks College wird in Kooperation u. a. mit der Fachhochschule Osnabrück angeboten. Dort findet es als dreijähriger berufsbegleitender Studiengang mit Präsenzphasen statt. Er dient dem Erwerb von Managementwissen und Führungsfähigkeiten. Die Dozentenschaft setzt sich zusammen aus Hochschullehrern der Partnerhochschulen sowie Experten aus Unternehmen. Absolventen erhalten ein Doppeldiplom: Es werden sowohl der akademische Grad Master of Business Administration des Bucks College als auch der Fachhochschule Osnabrück verliehen.